# 田光沼
田光沼（たっぴぬま）は、青森県つがる市にある堰止湖。

## 概要
津軽平野を岩木川西側に平行して北流する山田川の流域にあり、山田川は13キロ下流で十三湖に流入する。縄文海進期から平安時代後期までは古十三湖の一部だったと考えられる、平野西部の三角州性低地に残存した沼沢地である。陸地化後も萱に覆われた湿地帯であったが、津軽藩が着手した上流側からの新田開発と用排水路整備は近代以降も続けられ、現在はほぼ水田に囲まれている。

## 伝承
『津軽一統志』は、高倉明神と岩木権現の争いによる洪水と津波（白鬚水）によって田光沼が生じたとする。多都比姫は岩木山神社の祭神の一つであるが、これに関連して「岩木山縁起」(1811)に田光の竜女の岩木山入りに関する伝承がある。

## 文学
太宰治『津軽』では春の山上からみた湖面を「古代の鏡」と形容している。